# La Targette British Cemetery
La Targette British Cemetery is een Britse militaire begraafplaats met gesneuvelden uit de Eerste Wereldoorlog, gelegen in de Franse gemeente Neuville-Saint-Vaast in het departement Pas-de-Calais. De begraafplaats ligt 1 km ten zuidwesten van het centrum van de gemeente. Ze werd ontworpen door Reginald Blomfield en wordt onderhouden door de Commonwealth War Graves Commission. Het terrein heeft een min of meer rechthoekige vorm met een oppervlakte van 2.852 m² en is achteraan begrensd door een natuurstenen muur. De zijkanten zijn met een haag afgebakend. Aan de voorzijde staat het Cross of Sacrifice op het niveau van de straat met aan weerszijden een toegangshek. De graven liggen op een lager niveau. Achteraan staat de Stone of Remembrance centraal op een verhoogd terras en geflankeerd door twee schuilgebouwtjes. Ten westen grenst de begraafplaats aan de Franse militaire begraafplaats Nécropole nationale de la Targette.
Er liggen 641 doden begraven waaronder 43 niet geïdentificeerde.

## Geschiedenis
De begraafplaats, die aanvankelijk Aux-Rietz Military Cemetery werd genoemd, werd in april 1917 door gevechtseenheden en veldhospitalen gestart en tot september 1918 gebruikt. Bijna een derde van de slachtoffers waren leden van artillerieregimenten van de 2nd Canadian Division en de 5th Division die hun hoofdkwartieren in een diepe kelder in Aux-Rietz (een gehucht in de gemeente) hadden ingericht. Zij sneuvelden tijdens de Slag bij Arras. Na de wapenstilstand werden nog 16 veldgraven uit de onmiddellijke omgeving naar hier overgebracht.
Er rusten hier ook nog 3 Britten (waaronder 2 niet geïdentificeerde) uit de Tweede Wereldoorlog.
Nu liggen er 338 Britten, 297 Canadezen, 3 Zuid-Afrikanen en 3 Indiërs begraven. 

## Graven

### Onderscheiden militairen
- Auriol Ernest Eric Lowry, luitenant-kolonel bij het West Yorkshire Regiment (Prince of Wales's Own) werd onderscheiden met de Distinguished Service Order en het Military Cross (DSO, MC). Hij werd ook vereerd met het Croix de guerre met palmen.
- Russel Hubert Britton, luitenant-kolonel bij de Canadian Field Artillery en Samuel Henry Doake, majoor bij de  Royal Field Artillery werden onderscheiden met de Distinguished Service Order (DSO).
- Herbert Daniel McDonald, luitenant bij de Canadian Garrison Artillery werd onderscheiden met het Military Cross (MC).
- P.J. Barker, korporaal bij het Northamptonshire Regiment werd onderscheiden met de Distinguished Conduct Medal (DCM).
- de sergeanten T. Heaps, F.J. Nickle en G. Russell; de korporaals W. Birrell, T. Booker, J.G. Erickson, Robert Frederick Law, G. Rogers, H. Sinkers en Edward Hayes Smith e, de kanonniers P.J. Burns en J.E. Hansen ontvingen de Military Medal (MM).

### Alias
- kanonnier Isadore Woolf diende onder het alias B. Gordon bij de Canadian Field Artillery.